# Chamaesaracha coronopus
Chamaesaracha coronopus är en potatisväxtart som först beskrevs av Michel Félix Dunal, och fick sitt nu gällande namn av Samuel Frederick Gray. Chamaesaracha coronopus ingår i släktet Chamaesaracha och familjen potatisväxter. Inga underarter finns listade i Catalogue of Life.